# Lasiurus cinereus semotus
Sous-espèce
Statut de conservation UICN

 EN  : En danger
Lasiurus cinereus semotus est une sous-espèce de chauve-souris endémique de Hawaii.